# Volta a Cataluña 1950
La Volta a Cataluña 1950 fue la 30ª edición de la Volta a Cataluña. Se disputó en 9 etapas del 17 al 24 de septiembre de 1950 con un total de 1.320 km. El vencedor final fue el español Antonio Gelabert.

## Recorrido
En esta edición no hay contrarreloj. La primera y segunda etapas se disputan en el mismo día, por la mañana para  Montjuïc, con varios pasos puntuables de montaña por el alto de Montjuic y por la tarde hasta Villanueva y Geltrú. La etapa más larga es la quinta, entre Reus y Andorra la Vieja, con 263 km, en la que se pasa por Coll de Lille. Los otros puertos puntuables para la montaña son la  alto de las Guilleries, en la 7ª etapa y el de Montserrat y nuevamente Montjuïc en la 9ª y última etapa. 84 ciclistas tomaron la salida.<
Se establecen bonificaciones de un minuto para el vencedor de etapa, 40 segundos para el segundo y 20 para el tercero. También hay bonificaciones en el gran premio de la montaña: 40, 20 y 10 segundos para el primero, segundo y tercero respectivamente.

## Etapas
| Etapa | Fecha            | Ciudades de etapa               | km    | Vencedor de la etapa | Líder de la general |
| ----- | ---------------- | ------------------------------- | ----- | -------------------- | ------------------- |
| 1º    | 17 de septiembre | Montjuïc - Montjuïc             | 46,0  | Antonio Gelabert     | Antonio Gelabert    |
| 2º    | 17 de septiembre | Barcelona - Villanueva y Geltrú | 47,0  | Frans Loyaerts       | Antonio Gelabert    |
| 3º    | 18 de septiembre | Villanueva y Geltrú - Tortosa   | 140,0 | Mario Ricci          | Antonio Gelabert    |
| 4º    | 19 de septiembre | Tortosa - Reus                  | 119,0 | Désiré Keteleer      | Antonio Gelabert    |
| 5º    | 20 de septiembre | Reus - Andorra                  | 263,0 | Bernardo Ruiz        | Antonio Gelabert    |
| 6º    | 21 de septiembre | Andorra - Manresa               | 209,0 | Danilo Barozzi       | Antonio Gelabert    |
| 7º    | 22 de septiembre | Manresa - Figueras              | 208,0 | Antonio Gelabert     | Antonio Gelabert    |
| 8º    | 23 de septiembre | Figueras - Tarrasa              | 150,0 | Dalmacio Langarica   | Antonio Gelabert    |
| 9º    | 24 de septiembre | Tarrasa - Barcelona             | 139,0 | José Serra           | Antonio Gelabert    |

### 1ª etapa[2]
17-09-1950: Barcelona - Barcelona. 46,0 km
|   | Ciclista         | Equipo         | Tiempo     |
| - | ---------------- | -------------- | ---------- |
| 1 | Antonio Gelabert | Chalis-Bertola | 1h 12' 40" |
| 2 | Emile Rol        | Berkel         | m. t.      |
| 3 | Juan Bibiloni    | U.C. Terrassa  | m. t.      |

|   | Ciclista         | Equipo         | Tiempo     |
| - | ---------------- | -------------- | ---------- |
| 1 | Antonio Gelabert | Chalis-Bertola | 1h 12' 40" |
| 2 | Emile Rol        | Berkel         | m. t.      |
| 3 | Juan Bibiloni    | U.C. Terrassa  | m. t.      |

### 2ª etapa
17-09-1950: Barcelona - Villanueva y Geltrú. 47,0 km
|   | Ciclista        | Equipo          | Tiempo     |
| - | --------------- | --------------- | ---------- |
| 1 | Frans Loyaerts  |                 | 1h 06' 55" |
| 2 | Joaquín Olmos   | U.C. Hospitalet | m. t.      |
| 3 | Désiré Keteleer |                 | m. t.      |

|   | Ciclista        | Equip           | Temps      |
| - | --------------- | --------------- | ---------- |
| 1 | Frans Loyaerts  |                 | 1h 06' 55" |
| 2 | Joaquín Olmos   | U.C. Hospitalet | m. t.      |
| 3 | Désiré Keteleer |                 | m. t.      |

### 3ª etapa
18-09-1950: Villanueva y Geltrú - Tortosa. 140,0 km
|   | Corredor        | Equipo              | Tiempo     |
| - | --------------- | ------------------- | ---------- |
| 1 | Mario Ricci     | Fútbol de Sobremesa | 3h 47' 14" |
| 2 | Frans Loyaerts  |                     | m. t.      |
| 3 | Désiré Keteleer |                     | + 03"      |

|   | Ciclista         | Equipo              | Tiempo     |
| - | ---------------- | ------------------- | ---------- |
| 1 | Antonio Gelabert | Chalis-Bertola      | 6h 05' 09" |
| 2 | Mario Ricci      | Fútbol de Sobremesa | + 40"      |
| 3 | Emile Rol        | Berkel              | + 01' 00"  |

### 4ª etapa[3]
19-09-1950: Tortosa - Reus. 119,0 km
|   | Corredor         | Equipo         | Tiempo     |
| - | ---------------- | -------------- | ---------- |
| 1 | Désiré Keteleer  |                | 1h 46' 45" |
| 2 | Francisco Masip  | C.C. Barcelona | + 23"      |
| 3 | Antonio Gelabert | Chalis-Bertola | m. t.      |

|   | Ciclista         | Equipo              | Tiempo     |
| - | ---------------- | ------------------- | ---------- |
| 1 | Antonio Gelabert | Chalis-Bertola      | 9h 23' 55" |
| 2 | Désiré Keteleer  |                     | + 10"      |
| 3 | Mario Ricci      | Fútbol de Sobremesa | + 01' 00"  |

### 5ª etapa[4]
20-09-1950: Reus - Andorra la Vieja. 263,0 km
|   | Ciclista         | Equipo              | Tiempo     |
| - | ---------------- | ------------------- | ---------- |
| 1 | Bernardo Ruiz    | Chalis-Bertola      | 5h 44' 20" |
| 2 | Antonio Gelabert | Chalis-Bertola      | + 06"      |
| 3 | Danilo Barozzi   | Fútbol de Sobremesa | + 17"      |

|   | Ciclista         | Equipo         | Tiempo      |
| - | ---------------- | -------------- | ----------- |
| 1 | Antonio Gelabert | Chalis-Bertola | 17h 46' 30" |
| 2 | Bernardo Ruiz    | Chalis-Bertola | + 01' 30"   |
| 3 | Francisco Masip  | C.C. Barcelona | + 02' 21"   |

### 6ª etapa[5]
21-09-19510: Andorra la Vieja - Manresa. 209,0 km
|   | Ciclista        | Equipo              | Tiempo     |
| - | --------------- | ------------------- | ---------- |
| 1 | Danilo Barozzi  | Fútbol de Sobremesa | 5h 54' 40" |
| 2 | Francisco Masip | C.C. Barcelona      | + 42"      |
| 3 | José Serra      | Chalis-Bertola      | + 44"      |

|   | Ciclista         | Equipo         | Tiempo      |
| - | ---------------- | -------------- | ----------- |
| 1 | Antonio Gelabert | Chalis-Bertola | 23h 41' 57" |
| 2 | Bernardo Ruiz    | Chalis-Bertola | + 01' 30"   |
| 3 | Francisco Masip  | C.C. Barcelona | + 01' 36"   |

### 7ª etapa[6]
22-09-1950: Manresa - Figueras. 208,0 km
|   | Corredor         | Equipo              | Tiempo     |
| - | ---------------- | ------------------- | ---------- |
| 1 | Antonio Gelabert | Chalis-Bertola      | 5h 58' 41" |
| 2 | Danilo Barozzi   | Fútbol de Sobremesa | m. t.      |
| 3 | Raoul Rémy       | Berkel              | m. t.      |

|   | Ciclista         | Equipo         | Tiempo      |
| - | ---------------- | -------------- | ----------- |
| 1 | Antonio Gelabert | Chalis-Bertola | 30h 41' 23" |
| 2 | Francisco Masip  | C.C. Barcelona | + 04' 30"   |
| 3 | Raoul Rémy       | Berkel         | + 04' 37"   |

### 8ª etapa[7]
24-09-1950: Figueras - Tarrasa. 150,0 km
|   | Corredor           | Equipo         | Tiempo     |
| - | ------------------ | -------------- | ---------- |
| 1 | Dalmacio Langarica | Berkel         | 5h 24' 32" |
| 2 | Raoul Rémy         | Berkel         | + 01' 07"  |
| 3 | Bernardo Ruiz      | Chalis-Bertola | m. t.      |

|   | Ciclista         | Equipo         | Tiempo      |
| - | ---------------- | -------------- | ----------- |
| 1 | Antonio Gelabert | Chalis-Bertola | 36h 07' 02" |
| 2 | Raoul Rémy       | Berkel         | + 03' 57"   |
| 3 | Bernardo Ruiz    | Chalis-Bertola | + 04' 24"   |

### 9ª etapa[8]
24-09-1950: Tarrasa - Barcelona. 139,0 km
|   | Ciclista          | Equipo              | Tiempo     |
| - | ----------------- | ------------------- | ---------- |
| 1 | José Serra        | Chalis-Bertola      | 3h 48' 54" |
| 2 | Antonio Gelabert  | Chalis-Bertola      | + 02' 03"  |
| 3 | Armando Peverelli | Fútbol de Sobremesa | m. t.      |

|   | Ciclista         | Equipo         | Tiempo      |
| - | ---------------- | -------------- | ----------- |
| 1 | Antonio Gelabert | Chalis-Bertola | 39h 56' 59" |
| 2 | José Serra       | Chalis-Bertola | + 03' 09"   |
| 3 | Francisco Masip  | C.C. Barcelona | + 04' 56"   |

## Clasificación General
|    | Ciclista           | Equipo                  | Tiempo      |
| -- | ------------------ | ----------------------- | ----------- |
|    | Antonio Gelabert   | Chalis-Bertola          | 39h 56' 59" |
| 2  | José Serra         | Chalis-Bertola          | + 03' 09"   |
| 3  | Francisco Masip    | Club Ciclista Barcelona | + 04' 56"   |
| 4  | Raoul Rémy         | Berkel                  | + 5' 13"    |
| 5  | Bernardo Ruiz      | Chalis-Bertola          | + 5' 40"    |
| 6  | Danilo Barozzi     | Fútbol de Sobremesa     | + 7' 42"    |
| 7  | Franco Fanti       | Fútbol de Sobremesa     | + 12' 02"   |
| 8  | Armando Peverelli  | Fútbol de Sobremesa     | + 12' 09"   |
| 9  | Dalmacio Langarica | Berkel                  | + 17' 13"   |
| 10 | Andrés Trobat      | Berkel                  | + 19' 26"   |

## Clasificaciones secundarias
|   | Ciclista           | Equipo                  | Puntos |
| - | ------------------ | ----------------------- | ------ |
| 1 | Dalmacio Langarica | Berkel                  | 24     |
| 2 | Antonio Gelabert   | Chalis-Bertola          | 22     |
| 3 | Francisco Masip    | Club Ciclista Barcelona | 21     |

|   | Equipo              | Puntos       |
| - | ------------------- | ------------ |
| 1 | CC Chalis-Bertola   | 119h 59' 46" |
| 2 | Fútbol de Sobremesa | + 23' 04"    |
| 3 | Berkel              | + 43' 03"    |